# Show Me Love (Not a Dream)
Show Me Love (Not a Dream) è un brano musicale della cantante giapponese Utada Hikaru, pubblicato digitalmente come terzo singolo estratto dal secondo greatest hits della cantante, intitolato Single Collection Vol. 2, il 17 novembre 2010.

## Tracce
Download digitale
1. Show Me Love (Not a Dream) - 4:17

## Classifiche
| Classifica (2010/2011)                     | Posizione più alta |
| ------------------------------------------ | ------------------ |
| RIAJ Digital Track Chart Top 100           | 21                 |
| Billboard Japan Adult Contemporary Airplay | 20                 |
| Billboard Billboard Japan Hot 100          | 27                 |
| RIAJ Digital Track Chart Top 100           | 33                 |